# Yeehaw Junction
Yeehaw Junction es un lugar designado por el censo ubicado en el condado de Osceola en el estado estadounidense de Florida. En el Censo de 2010 tenía una población de 240 habitantes y una densidad poblacional de 49,26 personas por km².

## Geografía
Yeehaw Junction se encuentra ubicado en las coordenadas 27°41′57″N 80°53′27″O / 27.69917, -80.89083. Según la Oficina del Censo de los Estados Unidos, Yeehaw Junction tiene una superficie total de 4.87 km², de la cual 4.85 km² corresponden a tierra firme y (0.53%) 0.03 km² es agua.

## Demografía
Según el censo de 2010, había 240 personas residiendo en Yeehaw Junction. La densidad de población era de 49,26 hab./km². De los 240 habitantes, Yeehaw Junction estaba compuesto por el 92.08% blancos, el 0% eran afroamericanos, el 1.25% eran amerindios, el 0.42% eran asiáticos, el 0% eran isleños del Pacífico, el 3.33% eran de otras razas y el 2.92% pertenecían a dos o más razas. Del total de la población el 6.25% eran hispanos o latinos de cualquier raza.